# Alt St. Mauritius (Köln-Buchheim)

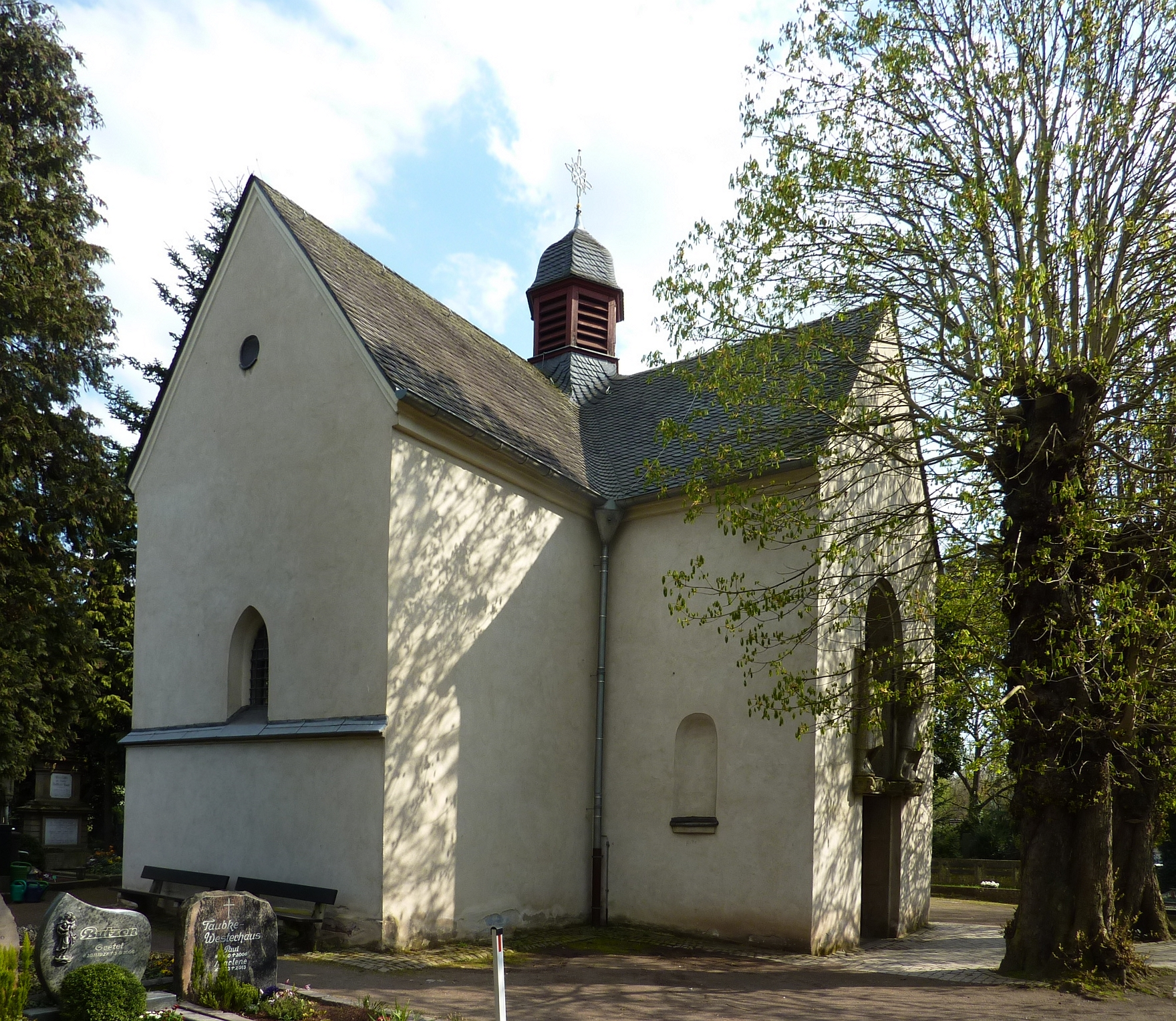
Alt St. Mauritius

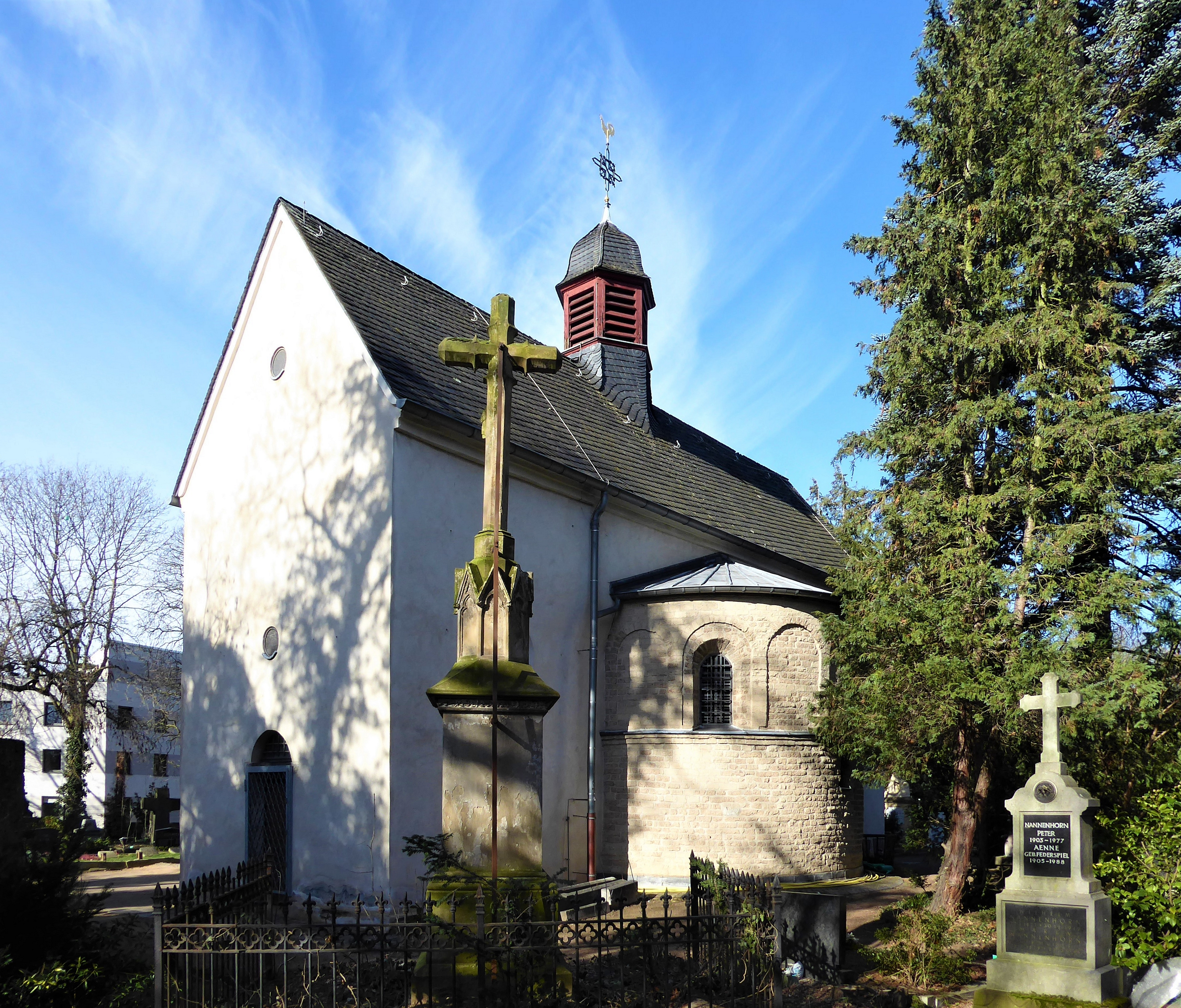
Blick zur Apsis von Alt St. Mauritius

Die romanische Friedhofskapelle Alt St. Mauritius ist der erhaltene Teil der früheren Pfarrkirche von Buchheim, das 1914 nach Köln eingemeindet wurde. Sie befindet sich auf dem Friedhof Sonderburger Straße.

## Geschichte
Die Kirche ist um 1160 erstmals erwähnt als eine der Abtei Deutz zugehörige Pfarrkirche. Der heute erhaltene Rest wird in die Zeit um 1200 datiert. Während des Truchsessischen Krieges kam es 1583 zu einer schweren Verwüstung des Sakralbaus. Im Zuge der Wiederaufbaumaßnahmen wurden 1586 bis 1593 die beiden Querschiffarme angefügt. 1795 nutzten französische Truppen die Kirche als Magazin, was zu ihrer weitgehenden Zerstörung führte. Da der Bau danach nicht mehr zu nutzen war, gingen die Pfarrrechte auf St. Clemens in Mülheim über. Die Ruine wurde schließlich 1849 als Friedhofskapelle wieder aufgebaut. 1928 bis 1929 erhielt sie ihre heutige Gestalt. Nach erneuten Kriegszerstörungen 1943 und 1944 wurde die Kapelle 1950 bis 1952 wiederhergestellt. 
Bedeutendster Überrest der romanischen Kirche ist die schlichte halbrunde Apsis, die auf hoher Sohlbank sieben flache Rundbogenblenden zeigt, in denen drei kleine romanische Fenster liegen, von denen das mittlere vermauert ist. Im Inneren zeigt die Apsis entsprechend der Blendengliederung des Äußeren vier kleine, auf hoher Sohlbank aufliegende Säulchen mit feinen spätromanischen Blattkapitellchen.